# Thuisbrunn

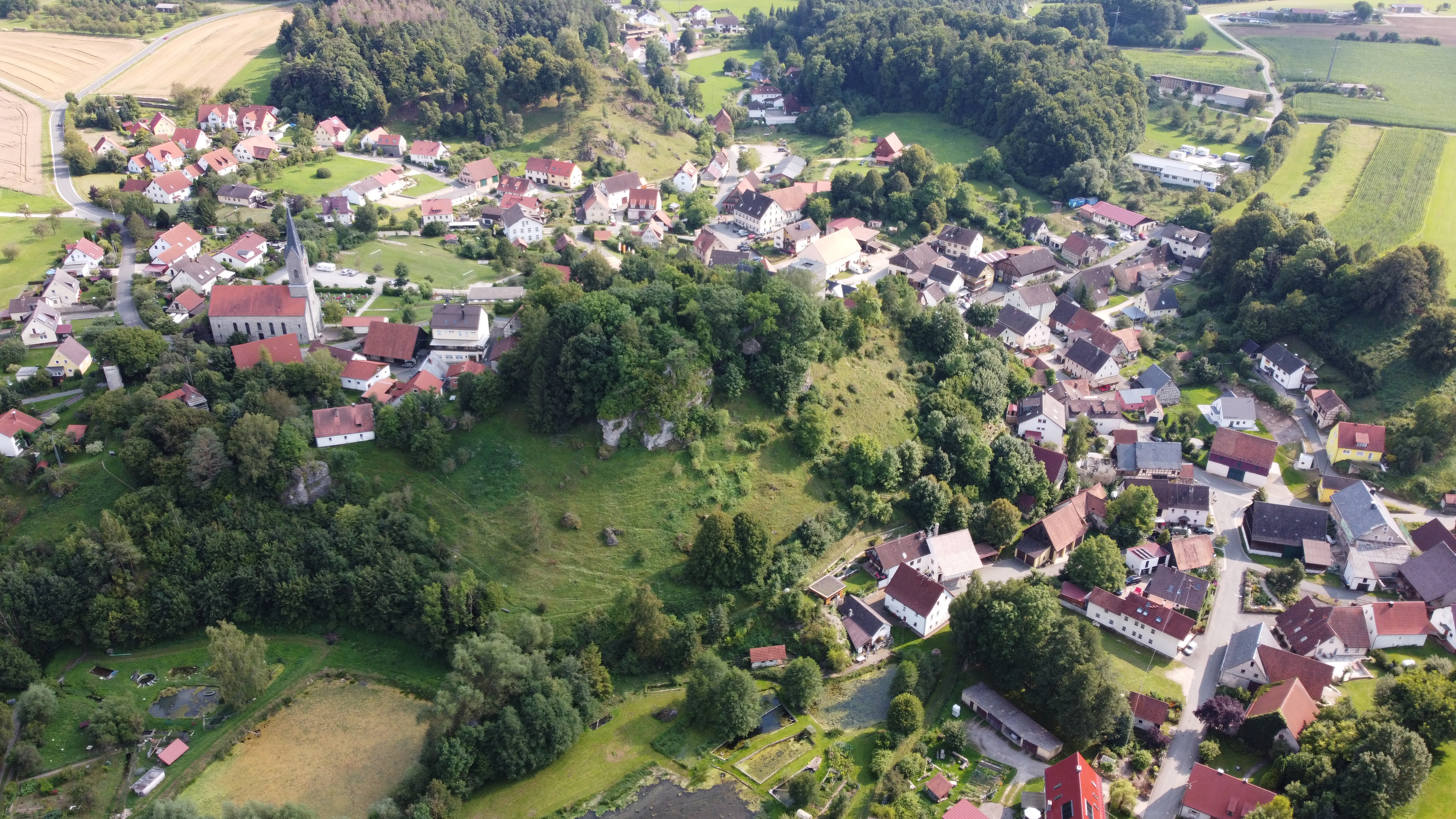
Luftbild von Thuisbrunn aus Richtung Norden (August 2021)

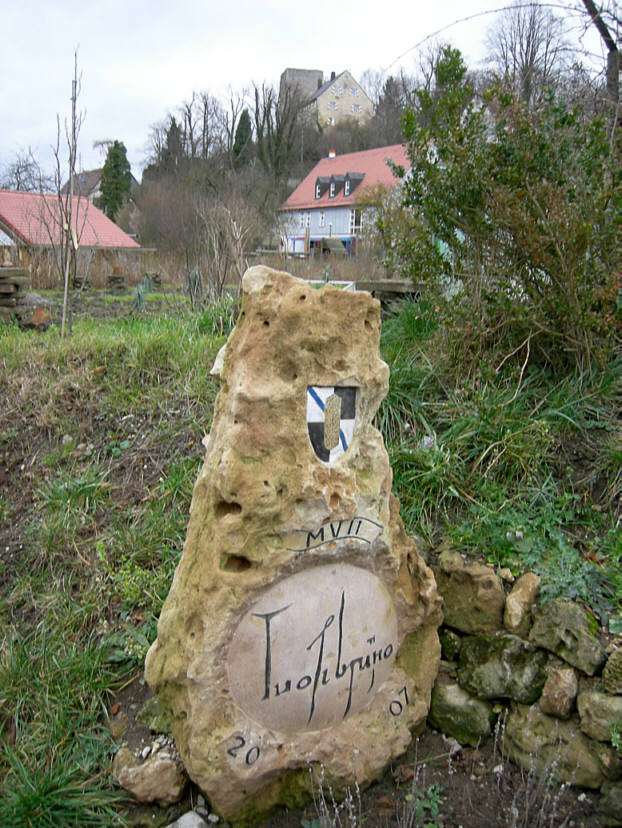
1000-Jahr-Gedenkstein in Thuisbrunn

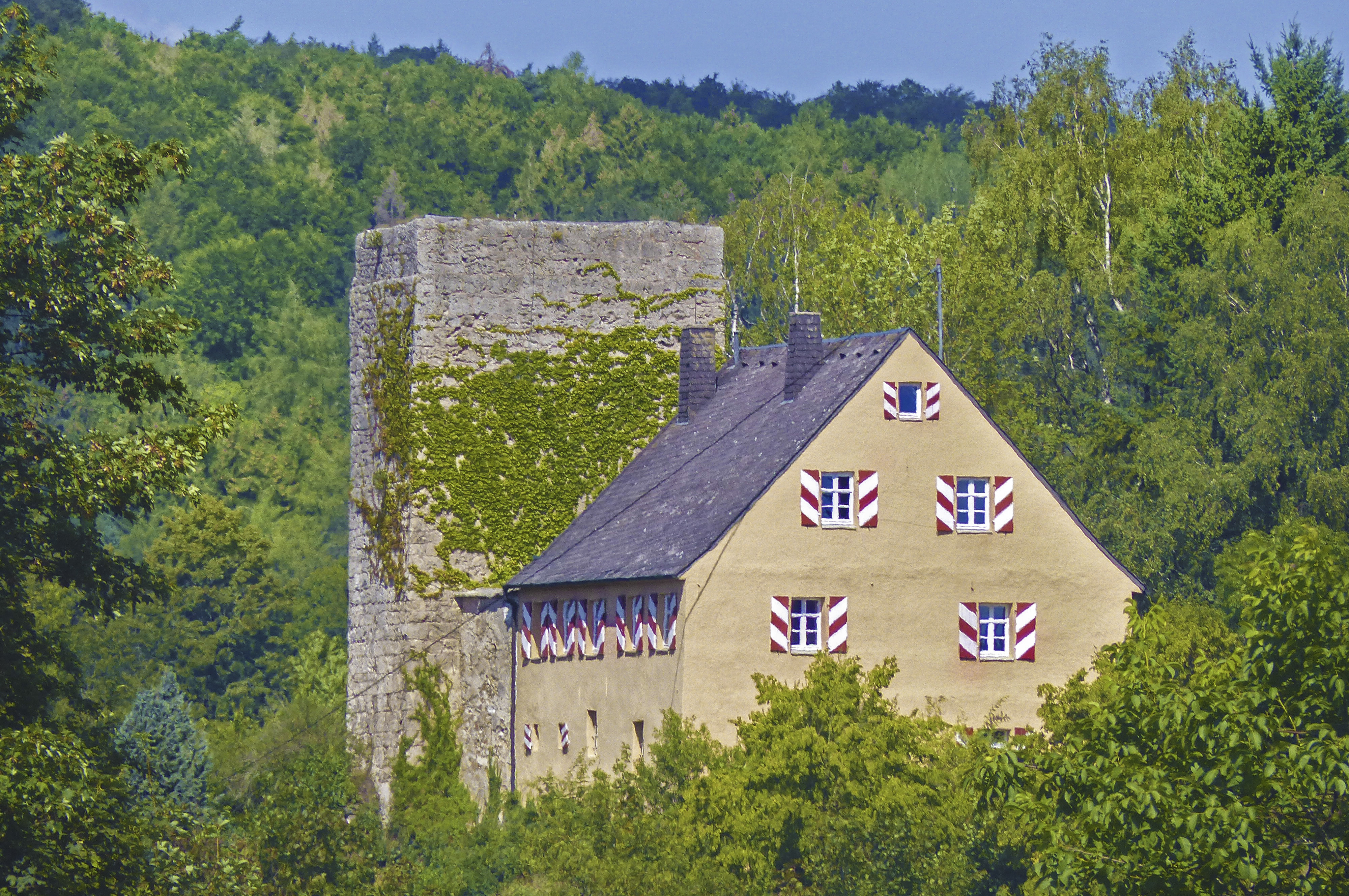
Burgruine Thuisbrunn

Thuisbrunn  ist ein Gemeindeteil der Stadt Gräfenberg im Landkreis Forchheim (Oberfranken, Bayern).

## Lage
Das Pfarrdorf liegt in der Fränkischen Schweiz.

## Geschichte
Die Ortslage von Thuisbrunn war bereits früh besiedelt. Bei Ausgrabungen fanden Archäologen 2017 Siedlungsreste aus dem Neolithikum und der jüngeren Latènezeit, vor allem Reste von Keramik.
Im Jahre 1007 schenkte König Heinrich II. dem Bistum Bamberg die Stadt Forchheim mit umliegenden Ortschaften, darunter auch „Tuosibruno“, das heutige Thuisbrunn. Der Ort hat damit eine tausendjährige Geschichte. Im Jahr 1403 wurde er dem Nürnberger Burggrafen Johann III. zugesprochen.
Von 1403 bis 1803 gehörte Thuisbrunn zum Fürstentum Brandenburg-Kulmbach-Bayreuth. Im Ersten Markgrafenkrieg wurden der Ort und die Burg im Jahr 1449 größtenteils niedergebrannt. Im Jahr 1450 kam die Ortschaft unter die Verwaltung des Adelsgeschlechtes der Egloffsteiner. Nach der Reformation wurde der Ort protestantisch. Im Zweiten Markgrafenkrieg wurden der Ort und die Burg abermals zerstört. Die Burg ist seit dieser Zeit Ruine, nur ein Gebäude wurde als Vogtei hergerichtet. Im Jahr 1803 fiel Thuisbrunn an das Kurfürstentum Bayern. Das Vogtshaus wurde Staatliches Forstamt.
Die ehemalige Gemeinde wurde am 1. Mai 1978 im Zuge der Gebietsreform zusammen mit den Gemeindeteilen Haidhof, Hohenschwärz, Neusles, Höfles, Dörnhof nach Gräfenberg eingemeindet. Das übrige ehemalige Gemeindegebiet kam zu Obertrubach.
Das ehemalige, 1971 genehmigte Wappen, von dem Heraldiker Karl Haas aus Kronach gefertigt, wird wie folgt beschrieben: „Geviert von Silber und Schwarz mit einem schmalen blauen Wellbalken, belegt mit einem goldenen Quaderturm“.

## Sehenswürdigkeiten
Sehenswert sind die neugotische Kirche aus dem Jahr 1857, die Burgruine Thuisbrunn und das östlich gelegene Todsfelder Tal.

## Sonstiges
Im Ort befindet sich die 2007 wiedereröffnete Privatbrauerei Elch-Bräu, welche auch den Gasthof Seitz betreibt.

## Fünf-Seidla-Steig

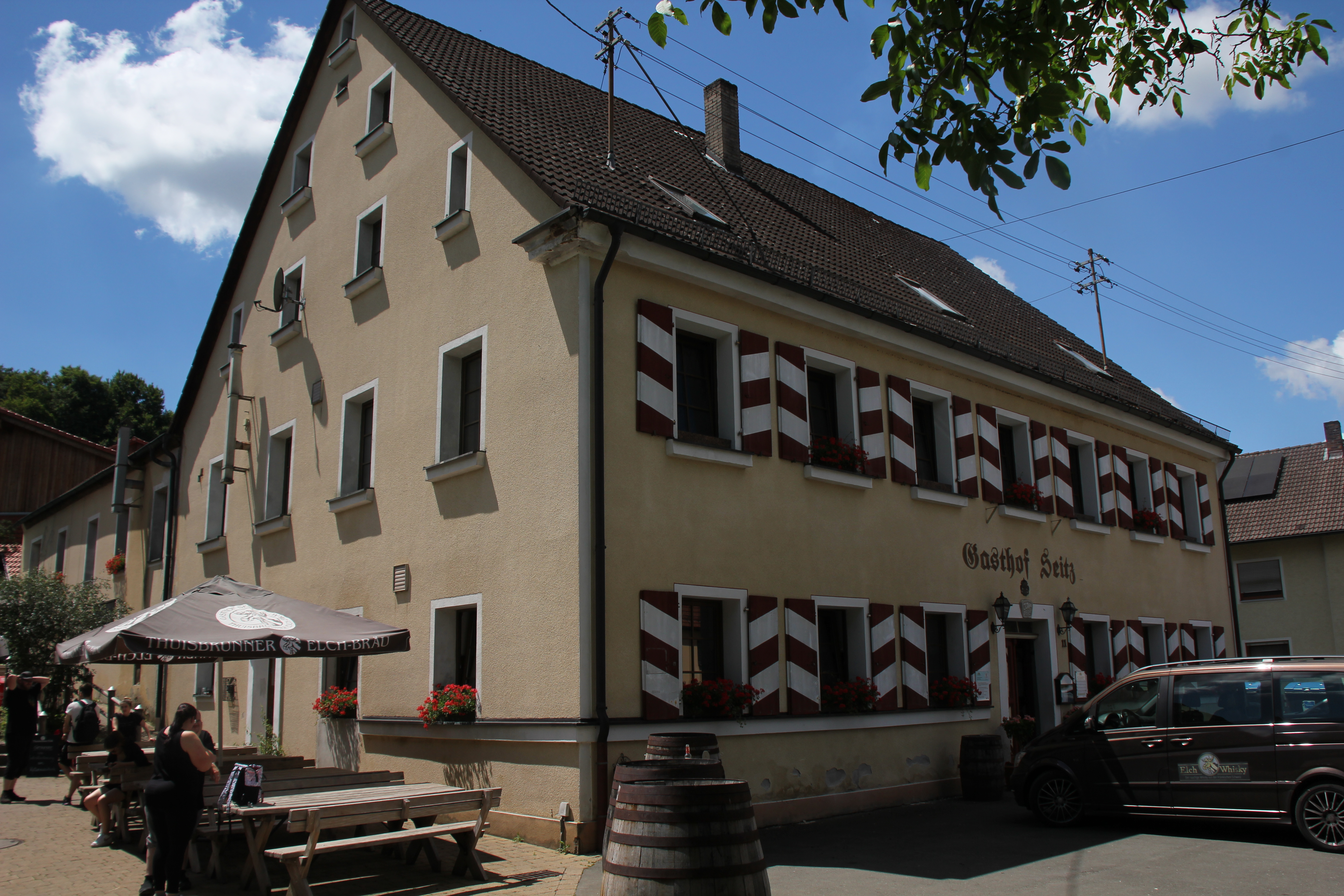
Elch-Bräu

In Thuisbrunn endet der Fünf-Seidla-Steig, ein 2008 eröffneter Wanderweg zwischen den vier Brauereien der Gemeinde Gräfenberg und der Klosterbrauerei Weißenohe. Benannt ist er nach dem fränkischen Bierkrug aus Steinzeug bzw. nach der fränkischen Bezeichnung für den halben Liter Bier, dem Seidla. Die Brauereien erzeugen insgesamt 21 verschiedene Biere.